# Sergueï Makarytchev
Sergueï Iourevitch Makarytchev ou Makarichev (russe : Сергей Юрьевич Макарычев) est un joueur d'échecs russe né le 17 novembre 1953 à Moscou, grand maître international depuis 1976. Champion d'Europe junior en 1973-1974 et champion de Moscou à deux reprises (en 1976 et 1983), Makarytchev a été un des secondants de Garry Kasparov de 1991 à 1994 après avoir travaillé pour Anatoli Karpov lors des championnats du monde de 1984 à 1986.

## Carrière
Après sa victoire au Championnat d'Europe d'échecs junior 1973-1974, Sergueï Makarytchev obtint le titre de maître international en 1974. Il termina premier du tournoi d'Amsterdam B en 1974 puis il finit deuxième du tournoi principal d'Amsterdam en 1975. En 1976, il remporta le championnat de Moscou (ex æquo avec Mikhaïl Tseitline) et reçut le titre de grand maître la même année.
En 1979, Makarytchev finit 5e-7e (avec 9,5 points sur 17) du championnat d'URSS d'échecs remporté par Efim Geller. En 1983, il remporta le championnat de Moscou (ex æquo avec Evgueni Svechnikov) et le tournoi de Novi Sad. Il finit deuxième du tournoi d'Oslo 1984 puis premier du tournoi de Frounze 1985 et troisième du tournoi de Bhilwara-New Delhi 1986. En septembre 1992, il remporta le mémorial Tal, un système suisse à neuf rondes, ex æquo avec Rachkovski et Krasenkov.

## Contributions à la théorie des ouvertures
Makarytchev est connu pour sa contribution à l'attaque Richter-Rauzer de la défense sicilienne : 1.e4 c5 2. Cf3 d6 3. d4 cxd4 4. Cxd4 Cf6 5. Cc3 Cc6 6. Fg5 e6 7. Dd2 a6 8. 0-0-0 h6 9. Fe3 Cxd4!? échangeant les cavaliers et obtenant de nombreux succès avec les Noirs.
Il a également contribué à populariser la défense russe. Il fut l'assistant de Karpov  qui joua la variante avec les Noirs lors des championnats du monde de 1984, 1985 et 1986 contre Kasparov : 1. e4 e5 2. Cf3 Cf6 3. Cxe5 d6 4. Cf3 Ce4 5. d4. 
- Après 5...d5 6. Fd3, il analysa 6...Fe7 7. 0-0 Cc6 8. Te1 Fg4, ainsi que 6...Cc6 7. 0-0 Fg4[4], et 6...Fd6 7. 0-0 0-0.
- Après 5...Fd6, Makarytchev fit de nombreuses analyses au début des années 1970.
- Après 5...Cd7 6. Cxd7 Fxd7 7. 0-0, il avait préparé 7...Dh4.

Après avoir eu  de nombreux succès avec la variante Tchebanenko de la partie italienne : 1. e4 e5 2. Cf3 Cc6 3. Fc4 Fc5 (ou ...Cf6) 4. d3 suivi de c3, Fb3 et Cbd2, Makarytchev a également encouragé  Kasparov à l'utiliser lors de parties rapides ou en exhibition au début des années 1990.